# Salvatore Mugno
Salvatore Mugno (Trapani, 9 luglio 1962) è un saggista, romanziere e traduttore italiano.

## Biografia
Già giornalista pubblicista, ha fondato, insieme a Luciano Mirone, Giacomo Pilati e Vito Orlando, il periodico giovanile «Lo Scarabeo» (Trapani, 1983-1987), e ha collaborato negli anni '90 con il «Giornale di Sicilia», «La Sicilia» e altre testate.
Come critico, si è interessato di alcune importanti figure della letteratura tunisina. In particolare, ha tradotto dal francese e curato la prima edizione italiana di Les poèmes d'un Maudit del poeta siculo-tunisino Mario Scalesi (1997; 2006; 2020), precursore della letteratura magrebina di espressione francese.
Ha, inoltre, curato e introdotto (insieme allo scrittore tunisino Imed Mehadheb e al poeta albanese Gëzim Hajdari) la prima edizione italiana de I canti della vita (2008), il capolavoro del maggiore poeta tunisino del Novecento, Abu l-Qasim al-Shabbi (1909-1934), col testo originale arabo a fronte.
È anche autore di romanzi, tra i quali Il biografo di Nick La Rocca, realizzato anche con documenti di prima mano provenienti da una corrispondenza con lo scrittore statunitense Harry H. Brunn, autore di un controverso libro sul jazzista di New Orleans di origini italiane.
Tra il 1992 e il 1998 ha dedicato alcuni volumi al sociologo torinese Mauro Rostagno, assassinato a Trapani dalla mafia il 26 settembre del 1988: questi suoi libri sono stati acquisiti e utilizzati dalla Corte d'Assise di Trapani, davanti alla quale si è svolto il processo per l'omicidio Rostagno.
Tra i suoi lavori più recenti vi sono alcuni saggi riguardanti il capomafia Matteo Messina Denaro (Lettere a Svetonio e Un padrino del nostro tempo) e magistrati vittime della mafia: Giangiacomo Ciaccio Montalto (Una toga amara) e Giovanni Falcone (Quando Falcone incontrò la mafia).
Nel 2013 ha pubblicato una plaquette su Pier Paolo Pasolini.
Ha curato l'edizione di due romanzi dello scrittore ed ex terrorista Giuseppe Lo Presti.
Ha vinto il concorso “Un nome per il Teatro-Auditorium Provinciale di Trapani” con cui la struttura è stata intitolata al poeta e commediografo crepuscolare Tito Marrone.
È stato insignito del premio "Mazara alla Carriera" (2017) e del "Premio Gaia" (2021). 
Gestisce un blog su internet.

## Pubblicazioni

### Saggi
- Ho mangiato le fragole, presentazione di Mauro Rostagno, Trapani, Coop. Editrice Antigruppo, 1988. ISBN 0-89304-526-8
- Novecento letterario trapanese, premessa di Giuditta Cimino, presentazione di Michele Perriera, Palermo, Regione Siciliana, 1996. 016.8509945824
- Mauro è vivo. L'omicidio Rostagno dieci anni dopo, un delitto impunito, presentazioni di Ennio Pintacuda e Guido Viale, Trapani, Coppola, 1998; ed. ampliata, 2004; ISBN 88-87432-02-3
- Mauro Rostagno story. Un'esistenza policroma, prefazione di Majid Valcarenghi, postfazione di Luciano Della Mea, Bolsena (Viterbo), Massari, 1998. ISBN 88-457-0122-0
- Mecca maledetta. Una storia italiana nella dissoluzione della Somalia, Trapani, Il pozzo di Giacobbe, 2005. ISBN 88-87324-68-9
- Il pornografo del regime. Erotismo e satira di Mameli Barbara, Viterbo, Stampa Alternativa, 2007. ISBN 978-88-7226-991-6[16][17][18]
- Peppe Nappa. Maschera e caratteri storici dei siciliani, Trapani, Di Girolamo Editore, 2010. ISBN 978-88-87778-74-8
- Matteo Messina Denaro. Un padrino del nostro tempo, Bolsena (Viterbo), Massari, 2011. ISBN 978-88-457-0269-3
- Una toga amara. Giangiacomo Ciaccio Montalto, la tenacia e la solitudine di un magistrato scomodo, presentazione di Umberto Santino, Trapani, Di Girolamo Editore, 2013 ISBN 978-88-97050-18-6
- L'ultima partita di Pasolini, Viterbo, Stampa Alternativa, 2013 ISBN 978-88-6222-340-9[19][20]
- Quando Falcone incontrò la mafia. I primi processi del magistrato a Cosa Nostra nel Palazzo di Giustizia di Trapani ed altre singolari vicende (1967-1978), presentazione di Dino Petralia, Trapani, Di Girolamo Editore, 2014. ISBN 978-88-97050-43-8[21]
- Il cane della mafia. I Siciliani e i cani di mànnara, Catania, Algra, 2018 ISBN 978-88-9341-189-9[22]
- I carnefici di Sicilia. Chi erano e come vivevano i boia nell'Ottocento, Palermo, Navarra Editore, 2021. ISBN 978-88-32055-52-8[23][24]
- Sul muso del coccodrillo. Gli anni di Paolo Borsellino a Marsala, (con Renato Polizzi), Palermo, Navarra Editore, 2022. ISBN 978-88-32055-83-2[25][26]
- Nascita della mafia. Storie di “uomini d’onore” istruite in Sicilia (1838-1846) da Pietro Calà Ulloa, il Procuratore generale del Re che scoprì la piovra, Palermo, Navarra Editore, 2025. ISBN 979-12-81655-32-4[27][28][29][30][31][32][33][34][35]

### Romanzi e racconti
- Opere terminali, presentazione di Marco La Rosa, Milano-Pisa, Jaca Book - Il Grandevetro, 2001. ISBN 88-16-28228-2[36].[37].
- Il biografo di Nick La Rocca. Come entrare nelle storie del jazz, Nardò (LE), Besa, 2005. ISBN 88-497-0308-2
- Il pollice in bocca, Pisa, Il Grandevetro, 2005. ISBN 88-86646-02-X
- Il biografo di Nick La Rocca (Nuova Edizione), Roma, Arcana Editrice, 2017. ISBN 978-88-6231-953-9[38].[39]
- Il prof terrone, Trapani, Margana Edizioni, 2017. ISBN 9788897549079[40]
- Parole in croce, Trapani, Margana Edizioni, 2018. EAN 9788897549376[41]
- Polifonia trapanese, Trapani, Margana Edizioni, 2018. EAN 9788897549284 (con Salvatore Costanza, Mariza D'Anna, Daria Galateria, Isidoro Meli, Giuseppe Occhipinti, Giacomo Pilati, Antonino Rallo, Ninni Ravazza)[42]
- Decollati. Storie di ghigliottinati in Sicilia, prefazione di Renzo Paris, Palermo, Navarra Editore, 2019, Vol. I. ISBN 978-88-32055-09-2; Sentenze di ghigliottinati in Sicilia, prefazione di Renato Lo Schiavo, Palermo, Navarra Editore, 2019, Vol. II. ISBN 978-88-32055-19-1[43][44][45][46][47]

### Curatele
- Mauro Rostagno, Parole contro la mafia, prefazione di Francesco Cardella, a cura di S. Mugno, Ravenna, Edizioni C.V.U.R., 1992.
- Tito Marrone, Teatro, a cura di S. Mugno, Palermo, Isspe, 2001. SBN Pal0189941[48]
- Giuseppe Marco Calvino, Il secolo illuminatissimo, presentazione di Antonio Di Grado, a cura di S. Mugno, Palermo, Isspe, 2003. 852.7 CDD-20[49]
- Matteo Messina Denaro, Lettere a Svetonio, a cura di S. Mugno, Viterbo, Stampa Alternativa, 2008. ISBN 978-88-6222-053-8[50][51][52][53]
- Giuseppe Lo Presti, Il cacciatore. Due romanzi degli “anni di piombo”, prefazione di Marcello Baraghini, a cura di S. Mugno, Viterbo, Stampa Alternativa, 2015 (contiene: Il cacciatore ricoperto di campanelli e Vittorino testa di bue). ISBN 978-88-6222-477-2[54][55]

### Traduzioni
- Mario Scalesi, Les Poèmes d'un Maudit. Le Liriche di un Maledetto, saggio introduttivo, traduzione e cura di S. Mugno, presentazione di Renzo Paris, con un contributo di Y. Fracassetti Brondino e una nota di Dino Grammatico, Palermo, Isspe, 1997;[56] II ed. Mercato S. Severino (SA), Edizioni Il Grappolo, 2006; III ed. Le poesie di un Maledetto, Massa, Transeuropa Edizioni, 2020. ISBN 9788831249805[57][58][59][60][61][62][63]
- Moncef Ghachem, Nouba, traduzione dal francese e cura di Salvatore Mugno, introduzione di Giuliana Toso Rodinis, Mazara del Vallo, Istituto Euro Arabo di Studi Superiori, 2004.
- Abu l-Qasim al-Shabbi, I canti della vita, saggio introduttivo e cura di S. Mugno, traduzione dall'arabo di Imed Mehadheb, revisione poetica di Gëzim Hajdari, Trapani, Di Girolamo Editore, 2007. ISBN 978-88-87778-20-5[64][65]

## Filmografia
- Una voce nel vento, documentario, regia di Alberto Castiglione (2005)(consulenza e partecipazione)[66]
- Sicily Jass, documentario, regia di Michele Cinque (2015) (partecipazione)[67]
- La Rivoluzione in Onda, documentario, regia di Alberto Castiglione (2015) (partecipazione)[68]
- Osservatorio delle arti in Sicilia. Salvatore Mugno, regia di Salvo Cuccia (2016) (partecipazione)[69]
- Chiedi chi era Giovanni Falcone, regia di Gino Clemente (2022) (partecipazione)[70][71]
- Mafia Connection. Caccia all'ultimo padrino, regia di Ram Pace, (2022) (partecipazione)[72]
- Iddu - L'ultimo padrino, regia di Fabio Grassadonia e Antonio Piazza (2024)  – (ispirato a Lettere a Svetonio, a cura di S. Mugno, 2008) [73]